# San Michele de Murato
De San Michele de Murato is een romaanse kerk uit de twaalfde eeuw gelegen op een heuvel even buiten Murato op Corsica. De kerk, die opvalt door zijn tweekleurige muren, is een van de bekendste van het eiland.

## Beschrijving
De San Michele de Murato is ingewijd in 1280 na een bouwperiode van meer dan een eeuw. In die tijd controleerde Pisa grote delen van Corsica. Overal op het eiland verrezen kerken in de Pisaanse romaanse stijl, die zich kenmerkt door de afwisseling van lichte en donkere stenen, zoals bijvoorbeeld in de kathedraal van Pisa te bewonderen valt.
De kerk bestaat uit een schip zonder zijbeuken dat wordt afgesloten door een halfronde apsis. De muren zijn in een onregelmatig patroon opgebouwd met blokken donkergroen serpentijn en wit kalksteen uit Saint-Florent. Boven het portaal verrijst een klokkentoren, die in de negentiende eeuw verhoogd werd. De kerk heeft maar weinig ramen, waardoor het interieur erg donker is.
Op verschillende plekken op de muren hebben kunstenaars naïeve, fantasierijke reliëfs gebeeldhouwd. Op de kraagstenen van het rondboogfries zijn mannelijke en vrouwelijke figuren, dieren en planten afgebeeld. De fraaiste versiering is rond de vensters aangebracht. Boven een venster aan de zuidkant zijn twee verstrengelde slangen met sterren en vogels te zien. Aan de noordkant is een venster versierd met een voorstelling van een slang die Eva verleidt de appel aan te nemen en een voorstelling van de wijnoogst. In het interieur bevinden zich resten van een fresco van de annunciatie uit de veertiende eeuw.

## Afbeeldingen

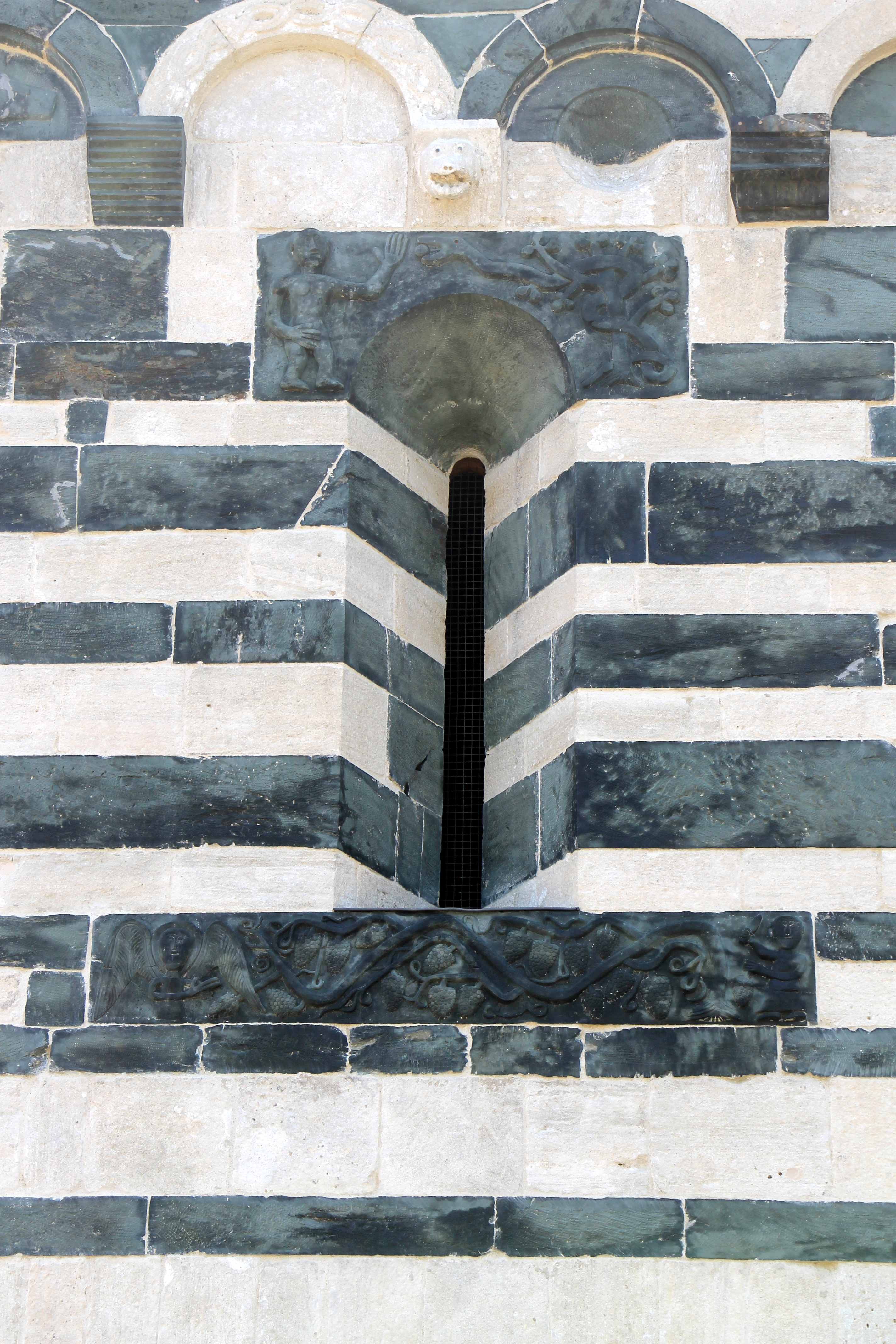
venster aan de noordzijde
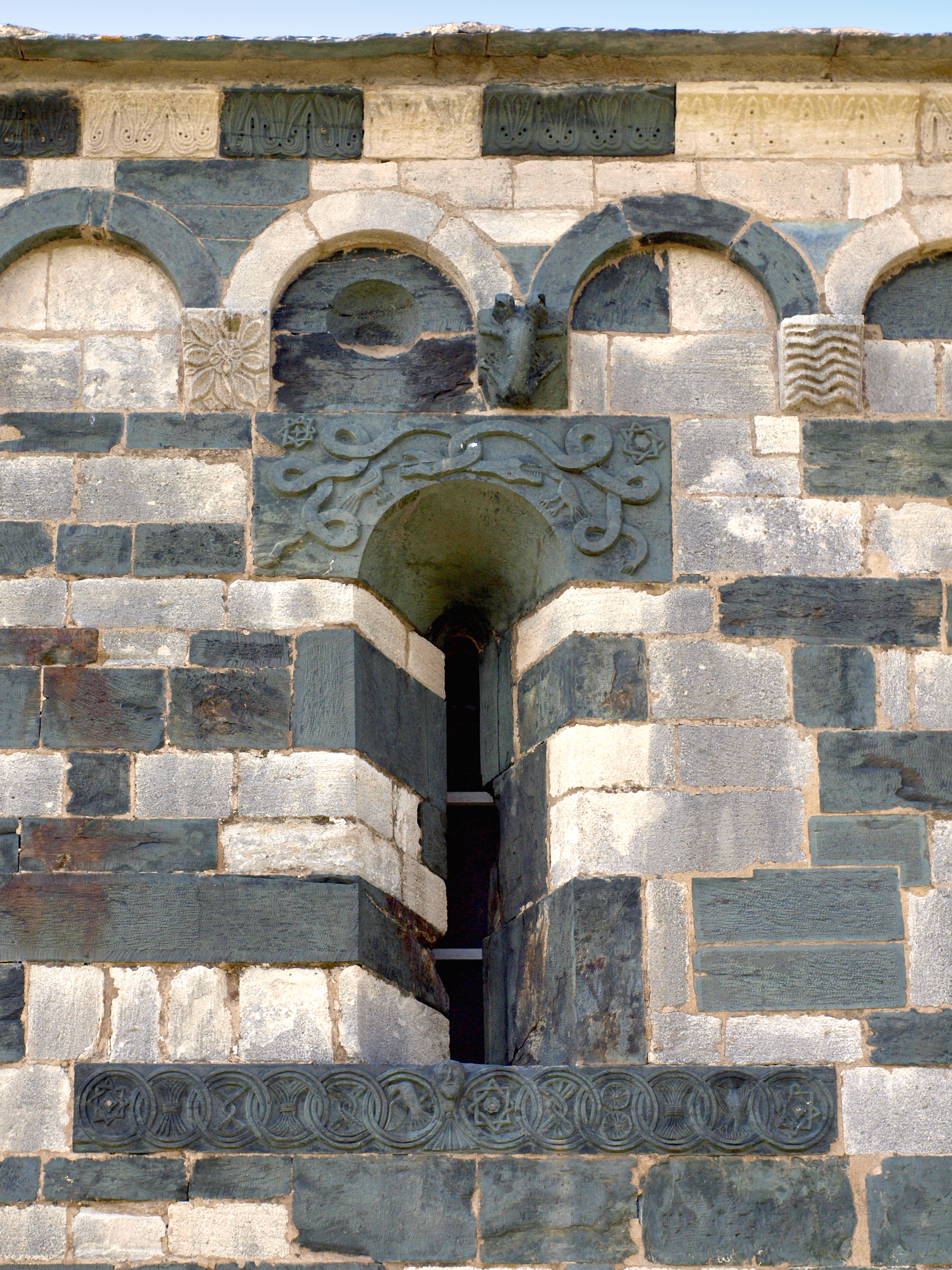
venster aan de zuidzijde
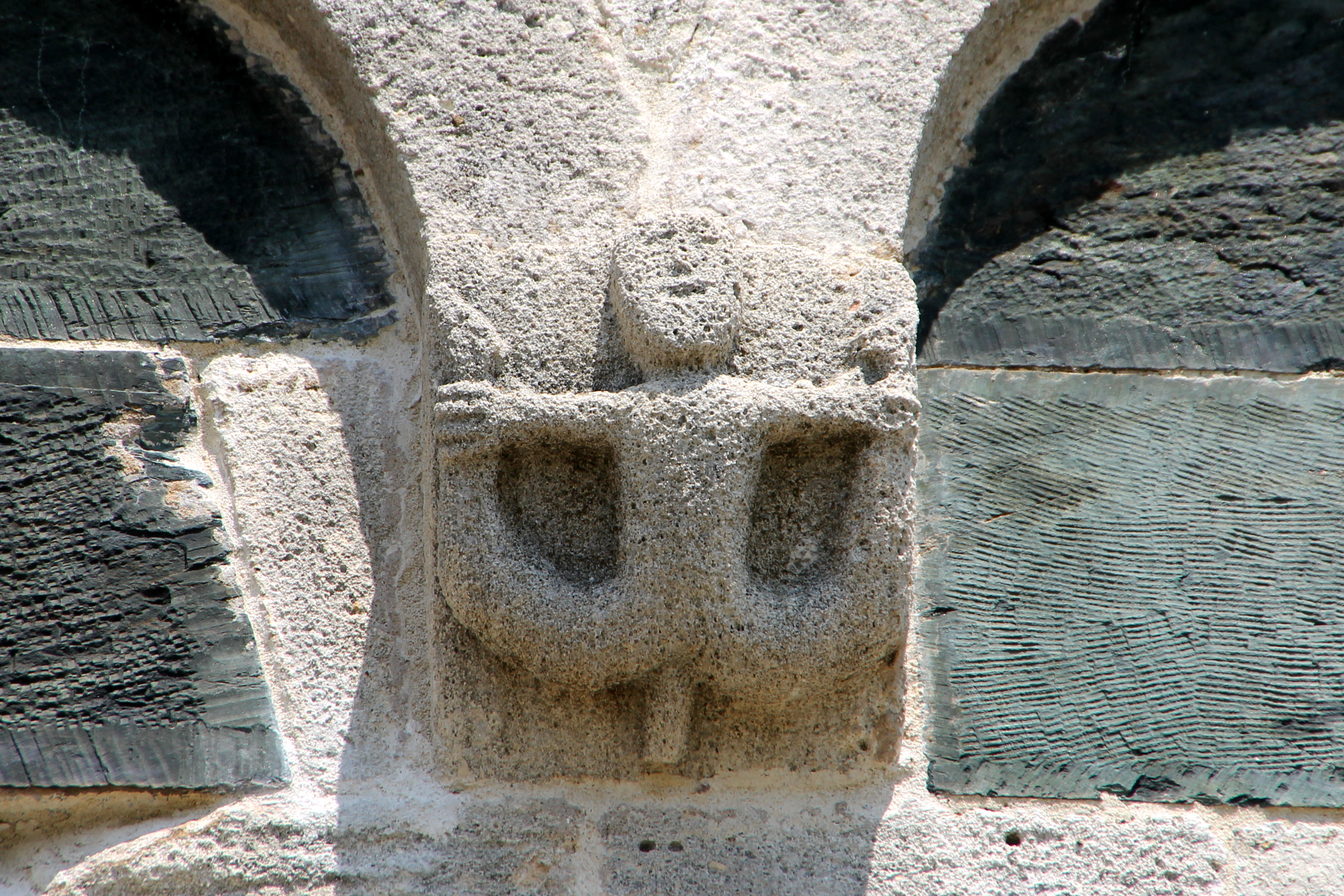
kraagsteen
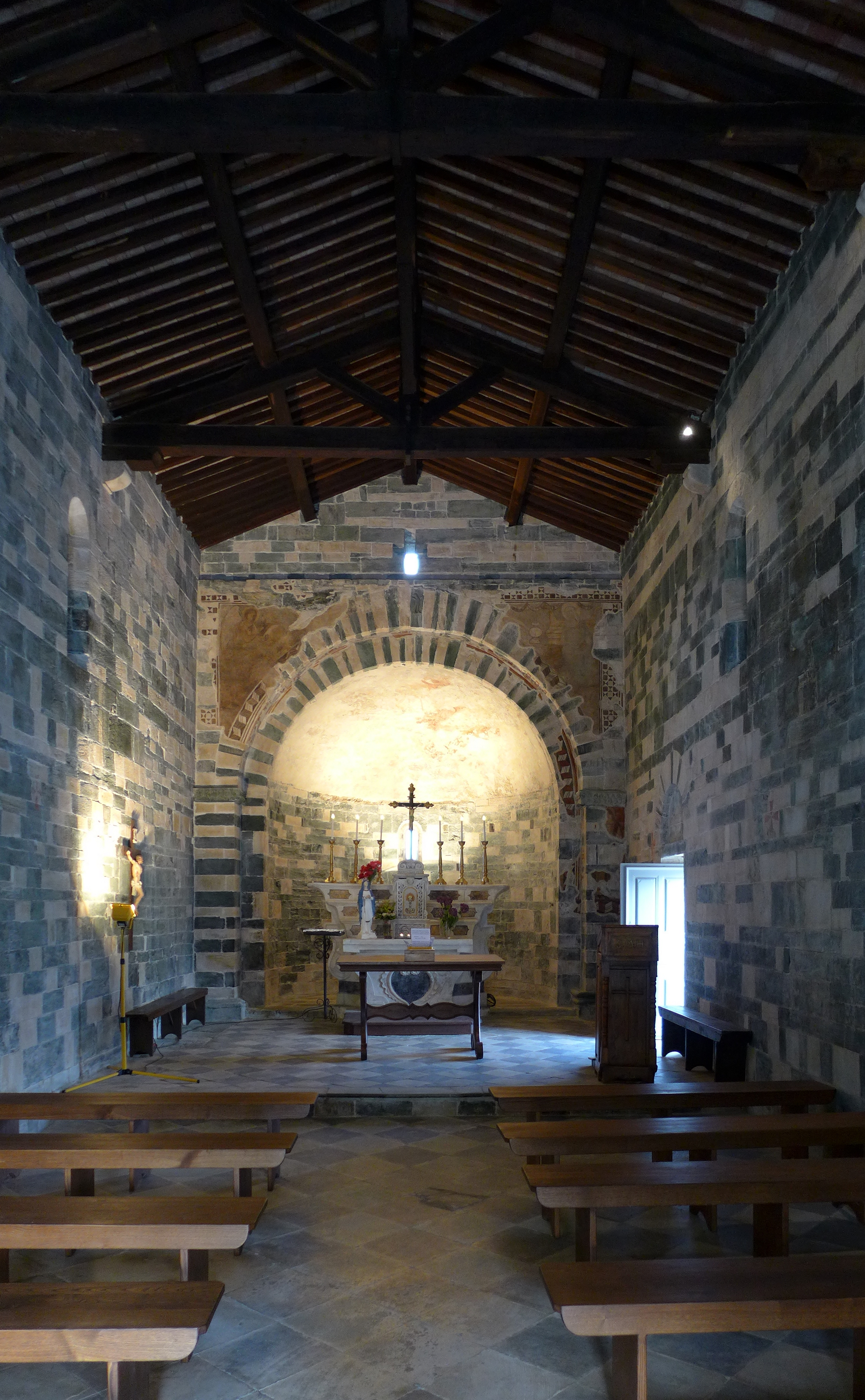
altaar en fresco